# Kronløse
De kronløse er en underklasse af planter, hvis blomster har det fællestræk, at kronbladene mangler. Engler betragtede i sin systematik de kronløse som en gruppe af tidligt opståede eller mere primitive i forhold til de såkaldt helkronede og de enkle, frikronede. I dag har man – stort set – forladt den opdeling, fordi det viser sig, at disse kendetegn er opstået flere gange og uafhængigt af hinanden. De kan altså ikke bruges som ordningskriterier i taxonomien.

## Eksempler på kronløse planter
- Almindelig Mistelten (Viscum album)
- Slangeurt (Polygonum bistorta)
- Spyd-Pil (Salix hastata)
- Stor Nælde (Urtica dioica)
- Skov-Elm (Ulmus glabra)